# Odon II (évêque de Beauvais)
Pour les articles homonymes, voir Odon.
Odon, appelé également Eudes, est un évêque de Beauvais de la première moitié du XIIe siècle.

## Biographie
Il est abbé de Saint-Germer-de-Fly de 1126 à 1133.
Il devient en 1133 évêque de Beauvais et le sera jusqu'en 1144. Surnommé « l’Illustre », il est ami de Suger.